# José María Salaverría e Ipenza
José María Salaverría e Ipenza (Vinaròs, 8 de maig de 1873 - Madrid, 28 de març de 1940), va ser un periodista i escriptor espanyol, coetani de les figures més destacades de la generació del 98. D'ideologia regeneracionista en la seva joventut, va contribuir a la maduresa a elaborar una versió reaccionària del nacionalisme espanyol.

## Biografia
El seu pare era faroner de Vinaròs, i el 1877 es va traslladar tota la família a Sant Sebastià, d'on era oriunda. A la capital de Guipúscoa va transcórrer la seva infància i la seva joventut. Sense una altra instrucció que la de les primeres lletres, va començar a escriure als quinze anys, alhora que es dedicava a diversos oficis, tant a Espanya com a Amèrica. La seva timidesa i a l'afany d'adquirir nous coneixements, per a allò que estudiava incessantment, va fer que trenqués moltes quartilles abans de començar a col·laborar en els diaris, i com el mateix deia amb frase gràfica, 
| « | Em vaig fer conèixer quan altres solen tornar ja cansats de la literatura. | » |

Nombroses i ben aprofitades lectures, llargs viatges i el seu entusiasme per tot allò bell i generós, que mai no el va abandonar, van modelar el seu esperit i el seu estil, fent-ne una de les personalitats més atractives i originals de la literatura espanyola del seu temps.

Les seves idees, naturalment, van evolucionar en el transcurs dels anys; el seu estil es va depurar i espiritualitzar fins a arribar a l'elegància, senzillesa i eficàcia que va arribar a posseir; però, radicalment, fou el mateix. Enamorat de l'ideal, va cantar amb el mateix fervor les gestes dels antics guerrers i sants, que les conquestes de la indústria, encara que es deia enemic del maquinisme, però els seus grans amors eren la Natura, els viatges i, sobretot, la pàtria. És cert que, com la major part de l'anomenada generació del 98, es va deixar envair pel més negre pessimisme, que exterioritzava en els seus treballs; però els anys i l'experiència van modificar aquesta modalitat del seu caràcter, convertint-hi el que era negatiu, en positiu. Les cròniques i els llibres són un himne al patriotisme i a l'optimisme. José López Prudencio, parlant d'aquest escriptor, diu, a proposit de la publicació de Retrats, un dels seus últims llibres:
| « | <El senyor Salaverría és una de les enteses de més fina i penetradora percepció per a la realitat circumdant: té, a més, una honrada i serena enteresa per exposar el seu pensament, sense que l'inquietin les torbes dels detractors i dels adoradors contemplatius que sempre bullen al voltant de les figures que, a cada moment, aconsegueixen ocupar el centre de l'atenció intel·lectual. Això conjura el perill més gran de fracàs que sol amenaçar aquests llibres, i dota aquest d'un valor extraordinari. L'anunci d'aquests llibres sol produir sempre un gest de tedi als que estem de tornada, a força de desencants, en les aventures de cultes i rancúnies que dominen en grups i rotllanes. Però això no pot passar amb un llibre d'aquesta classe subscrit pel senyor Salaverría. És un ciutadà independent de la república de les lletres. No pertany, almenys que nosaltres sapiguem, a cap dels cenacles constituïts. Esperàvem, en obrir el llibre, allò que sortosament trobem a les seves belles pàgines. Una sincera i noble de la seva manera de veure els personatges que presenta, sense que l'odi vetlli ni l'adulació exalti els trets lluminosos de les figures; sense que el servilisme atenuï ni la malvolença intensifiqui les ombres de les fesomies dibuixades.> | » |

Ballesteros de Martos en parlar d'altres dels seus llibres recents, Els paladins il·luminats, jutja així a l'autor: 
| « | <Per nosaltres Salaverría és un d'aquells escriptors que no és possible aplaudir sense reserves ni censurar sense advertència. Perquè la primera cosa implicaria una identificació amb la seva manera de pensar, que estem molt lluny de sentir, i la segona seria una injustícia manifesta. Es tracta, doncs, d'un escriptor d'insigne llinatge, però del qual s'ha de parlar, si amb tota consideració i respecte, aclarint les opinions que mereixin els seus treballs i fent ressaltar, perquè no hi hagi dubtes, les divergències de criteri que hi ha entre el pensament del lector i la idea de l'autor. No estem conformes amb José María Salaverría, no compartim les seves idees, i, tanmateix, creiem que Salaverría és un dels valors de la nostra intel·lectualitat literària i un dels mestres del gènere anomenat assaig. Pensador profund, escriptor de transparent i varonil estil, sap sempre interessar, i quan no aconsegueix convèncer, almenys lligarà per les seves maneres d'exposar, per l'alçada del seu pensament i per l'evident domini del tema que tracta.> | » |

El seu labor va ser ja considerable, en quantitat com en qualitat, doncs, a banda de nombrosos contes, cròniques, novel·les curtes i articles publicats principalment a A.B.C. de Madrid: La Vanguardia de Barcelona, i La nación de Buenos Aires, per no citar més que els de més importància, és autor de les obres següents:
- El perro negro, assaigs (1906);
- Vieja España, amb un proleg de Benito Pérez Galdós;
- Nicéforo <<el Bueno>>, novel·la (1909);
- La Virgen de Aránzazu, novel·la (1909);
- Tierra argentina, viatges (1910);
- La sombra de Loyola, assaig (1911);
- A lo lejos. España vista desde América (1914);
- Cuadros euroeos, viatges (1916);
- La Afirmación española, assaig (1917);
- Espiritu ambulante, assaig (1917);
- El poema de la Pampa, assaigs sobre Martín Fierro (1918);
- Los conquistadores assaig (1918);
- El muchacho español, llibre per a la joventut (1917);
- En la voragine, assaig (1919);
- Pàginas novelescas, novel·les i contes (1919);
- Los fantasmas del Museo, assaigs d'art (1919);
- Alma Vasca, assaig (1920);
- Santa Teresa de Jesús, assaigs (1921);
- Guerra de mujeres, drama (1921);
- El oculto pecado, novel·la (1924);
- Los paladines iluminados, assaigs (1925);
- Viajero de amor, novel·la (1926);
- Retratos, assaigs de crítica literaria (1926).